# Beschleunigungspumpe

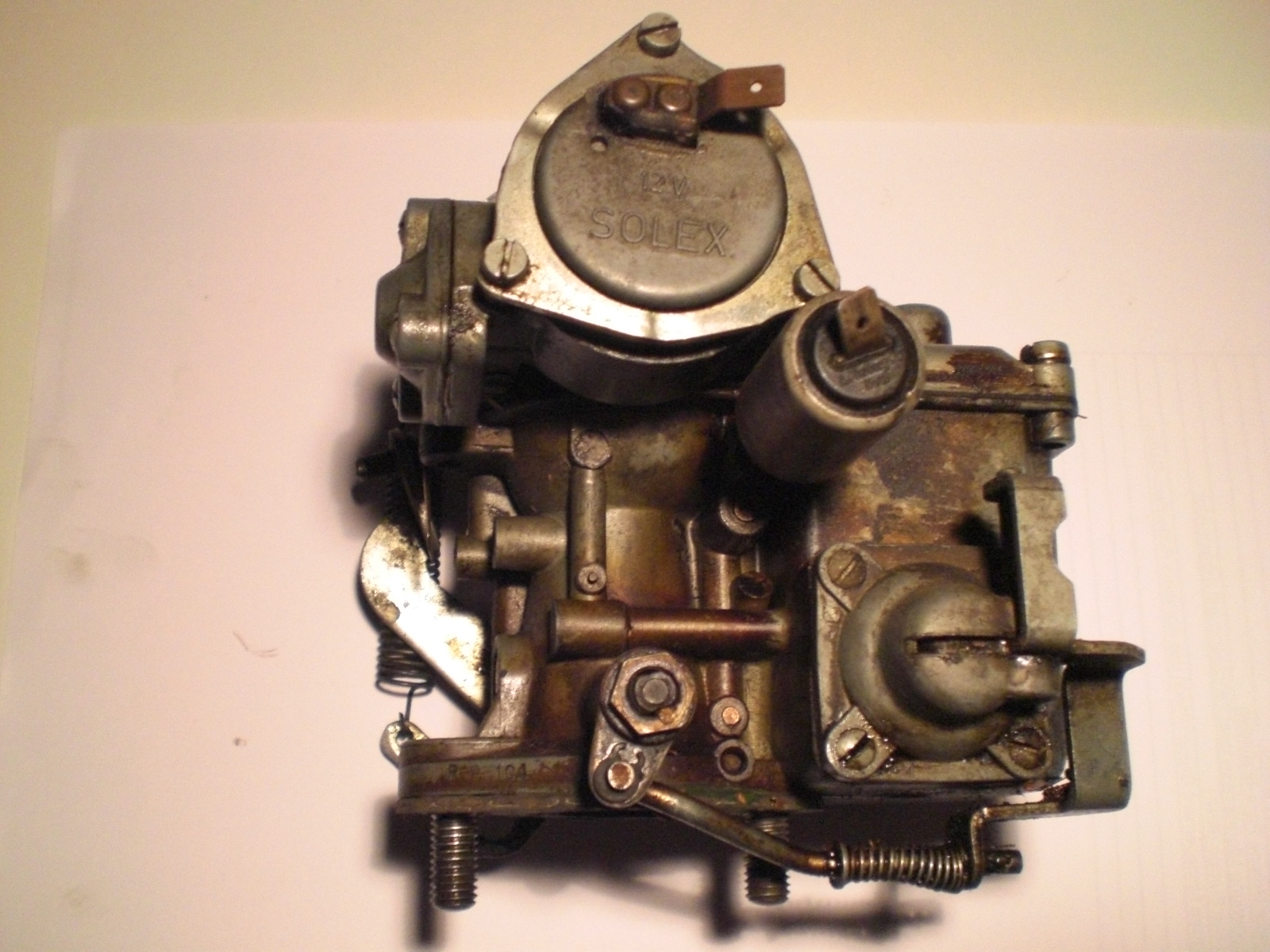
Vergaser mit Beschleunigungspumpe (unten rechts) und Betätigungsstange (unten)

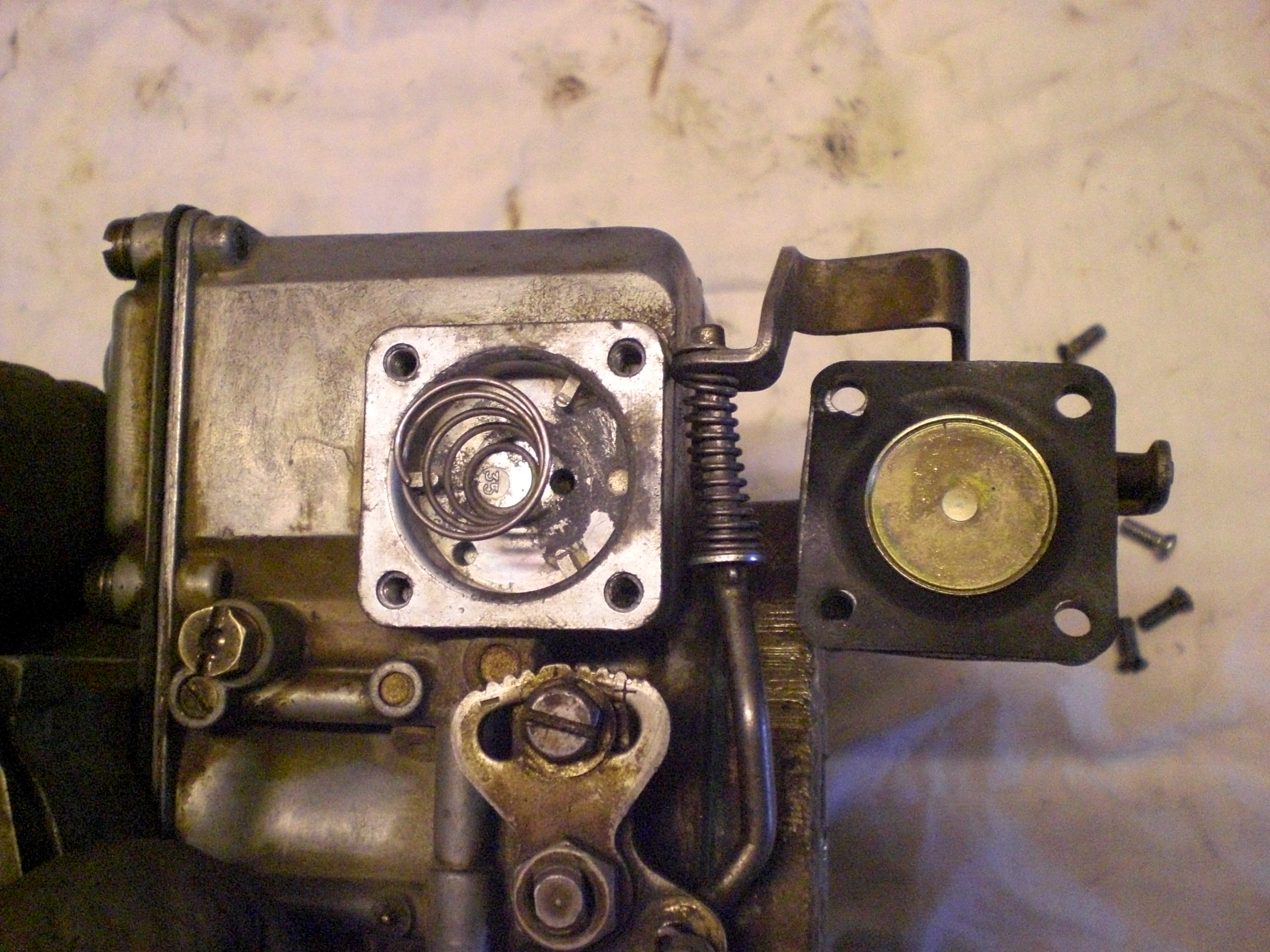
Geöffnete Beschleunigerpumpe mit Feder (links) und Membran (schwarz, rechts)

Eine Beschleunigungspumpe ist ein Teil von Vergasern an Verbrennungsmotoren.
Sie sorgt dafür, dass bei plötzlichem Öffnen der Drosselklappe (z. B. zur Beschleunigung des Fahrzeugs) zusätzlicher Kraftstoff in den Lufttrichter des Vergasers eingespritzt wird. Grund ist die sonst eintretende Abmagerung des Kraftstoff-Luft-Gemischs durch die zusätzliche Luftmenge, die die Hauptdüse wegen des Druckausgleichs im Ansaugsystem nicht kompensieren kann. Dadurch kann es zu einer Störung der Gemischbildung kommen und der Motor würde kurzzeitig aussetzen.
Beschleunigungspumpen sind Kolben- oder Membranpumpen, die über ein Gestänge mit der Drosselklappe in Verbindung stehen. Sie haben eine Lecköffnung, durch die bei geringer Betätigungsgeschwindigkeit die Fördermenge abströmt.
Ein Vergaser, der keine Beschleunigungspumpe benötigt, ist der Gleichdruckvergaser, bei dem der, bei manchen Bauarten ölgedämpfte (z. B. Strombergvergaser), Kolbenschieber verzögert auf den veränderten Lastzustand reagiert und daher die den Kraftstoff fördernde Druckdifferenz kurzzeitig höher ist. Gleichdruckvergaser reagieren daher langsamer auf das schnelle Öffnen der Drosselklappe beim Beschleunigen.